# Football Club Parfin de Saint-André
Maillots
La Football Club Parfin est un club réunionnais de football né en 2009 et basé à Saint-André, commune situé à l'Est de l'île . 

## Historique
À partir de la création du club 2009, le club mettra 12 ans pour atteindre le régional 1, en 2021. Lors de la coupe de la Réunion 2016-2017, le FC Parfin atteint pour la première fois les huitièmes de finale. Le club fut battu par l'AS Marsouins sur le score de 1 but à 0. Mais le FC Parfin fut encore plus impressionnant lors de la coupe de la Réunion 2020 : en effet, les jaunes et noirs parviennent à battre successivement l'OCSA Léopards sur le score de 2-0, le Sainte-Rose FC sur le score de 2-4 puis le FC Bagatelle en finale du groupe A sur le score de 0-1. Malheureusement pour le FC Parfin, aucune finale n'est organisé en raison de la pandémie de Covid-19, laissant la coupe de la Réunion 2020 sans vainqueur (une première dans l'histoire). 
En 2021, les seize clubs du championnat de la réunion sont divisés en deux groupes de huit. Le FC Parfin se retrouve dans le groupe A, et parvient à obtenir la cinquième place avec 6 points d'avances sur le barragiste, qui n'est autre que l'AS Marsouins. Les jaunes et noirs se maintiennent donc en Régional 1 pour leur première saison dans l'élite du football Réunionnais.